# Вальпургиева ночь, или Шаги Командора
«Вальпу́ргиева ночь, и́ли Шаги́ Командо́ра» — пьеса в пяти актах Венедикта Ерофеева, жанр которой сам автор определил как трагедия.
Впервые опубликована в парижском журнале «Континент» (№ 45, 1985). В том же году в Югославии вышел сербский перевод Александра Бадняревича. Первая публикация на родине осуществлена журналом «Театр» (№ 4, 1989). Первая книжная публикация в СССР — в сборнике «Восемь нехороших пьес» (1990). Первая постановка в СССР — на сцене Студенческого театра МГУ (ныне Театр МОСТ, где постановка идёт и по сей день), 1989 г., режиссёр — Евгений Славутин.

## История создания
«Вальпургиева ночь, или Шаги Командора» — единственное завершённое драматическое произведение Венедикта Ерофеева. Его замысел возник у автора после очередной госпитализации в больницу имени Кащенко. Работа над пьесой продолжалась с 31 декабря 1984 по 18 апреля 1985 года.
В письме своему другу Владимиру Муравьёву Ерофеев сообщал о том, что задумал трилогию, в которую должна войти только что законченная пьеса:

Досточтимый Мур! Отдаю на твой суд, с посвящением тебе, первый свой драматический опыт: «Вальпургиева ночь» (или, если угодно, «Шаги Командора»). Трагедия в пяти актах. Она должна составить вторую часть триптиха «Драй Нэхте».
Первая ночь, «Ночь на Ивана Купала» (или проще «Диссиденты»), сделана пока только на одну четверть и обещает быть самой весёлой и самой гибельной для всех персонажей. Тоже трагедия, и тоже в пяти актах. Третью — «Ночь перед Рождеством» — намерен кончить к началу этой зимы.
Все буаловские каноны во всех трёх «Ночах» будут неукоснительно соблюдены:
Эрсте Нахт — приёмный пункт винной посуды;
Цвайте Нахт — 31-е отделение психбольницы;
Дритте Нахт — православный храм, от паперти до трапезной. И время: вечер — ночь — рассвет.
Если «Вальпургиева ночь» придётся тебе не по вкусу — я отбрасываю к свиньям собачьим все остальные ночи и сажусь переводить кого-нибудь из нынешних немцев. А ты подскажешь мне, кто из них этого заслуживает.
Венедикт Ер. Весна 85 г.

## Действующие лица
- Врач приемного покоя психбольницы
- Две его ассистентки-консультантши. Одна — в очках, поджарая и дробненькая. И больше секретарша, чем ассистентка. Другая — Зинаида Николаевна, багровая и безмерная
- Старший врач Игорь Львович Ранинсон
- Прохоров — староста 3-й палаты и диктатор 2-й
- Гуревич
- Алёха по кличке Диссидент, оруженосец Прохорова
- Вова — меланхолический старичок из деревни
- Серёжа Клейнмихель — тихоня и прожектёр
- Витя
- Стасик — декламатор и цветовод
- Коля
- Комсорг 3-й палаты Пашка Ерёмин
- Контр-адмирал Михалыч
- Медсестра Люси
- Медсестра Натали
- Медсестра-санитарка Тамарочка
- Медбрат Боренька, по кличке Мордоворот
- Xохуля — сексуальный мистик и сатанист
- Толстые санитары с носилками, в последнем акте уносящие трупы